# I Brought You My Bullets, You Brought Me Your Love
I Brought You My Bullets, You Brought Me Your Love je debutové album americké čtyřčlenné kapely My Chemical Romance. Bylo vydáno 23. července 2002. Prodalo se ho přibližně 37 000 kusů. Na albu se podílel ještě dřívější bubeník skupiny, Matt Pelisierr.

## Seznam skladeb
1. „Romance“ – 1:02
2. „Honey, This Mirror Isn't Big Enough for the Two of Us“ – 3:51 (Videoklip)
3. „Vampires Will Never Hurt You“ – 5:26 (Videoklip)
4. „Drowning Lessons“ – 4:23
5. „Our Lady of Sorrows“ – 2:05
6. „Headfirst for Halos“ – 3:28
7. „Skylines and Turnstiles“ – 3:23
8. „Early Sunsets Over Monroeville“ – 5:05
9. „This Is the Best Day Ever“ – 2:12
10. „Cubicles“ – 3:51
11. „Demolition Lovers“ – 6:06

## Singly
- „Honey, This Mirror Isn´t Big Enough for the Two of Us“
- „Vampires Will Never Hurt You“
- „Headfirts for Halos“
- „Our Lady of Sorrows“